# بوم‌شناسی شهری

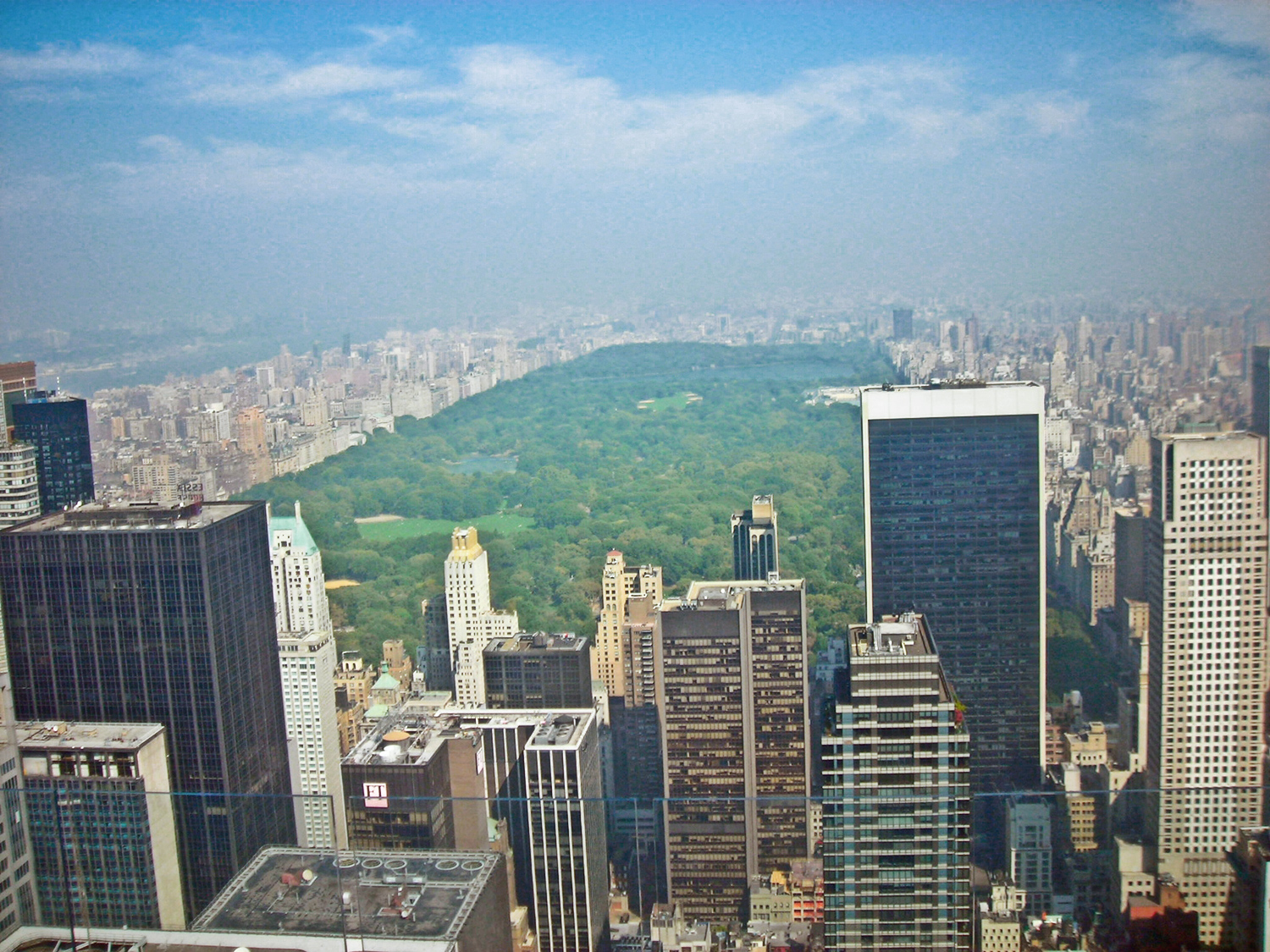
پارک مرکزی یک قطعه اکوسیستم را در یک محیط شهری بزرگتر نشان می‌دهد.

بوم‌شناسی شهری (به انگلیسی: Urban ecology) مطالعه علمی رابطه جانداران زنده با یکدیگر و محیط پیرامون آنها در بافت یک محیط شهری است. محیط شهری به محیط‌هایی گفته می‌شود که در سیطرهٔ ساختمان‌های مسکونی و تجاری با تراکم بالا، سطوح سنگفرش و سایر عوامل مرتبط با محیط زیست شهری هستند که چشم‌اندازی منحصربه‌فرد را ایجاد می‌کنند و مشابه بیشتر محیط‌های قبلاً مطالعه شده در زمینه بوم‌شناسی است. هدف بوم‌شناسی شهری دستیابی به تعادل بین فرهنگ انسانی و محیط طبیعی است.
بوم شناسی شهری رشته‌ای از مطالعات جدید است و خود زیرمجموعه‌ای از بوم شناسی محسوب میگردد. اهمیت این رشته مطالعاتی مهم و در حال گسترش است زیرا بیش از ۵۰ درصد جمعیت جهان کنونی در مناطق شهری زندگی می‌کنند. همچنین تا ۴۰ سال آینده، به‌طور تخمینی دوسوم جمعیت جهان در مراکز شهری «در حال توسعه» زندگی خواهند کرد.

## جستارهای وابسته

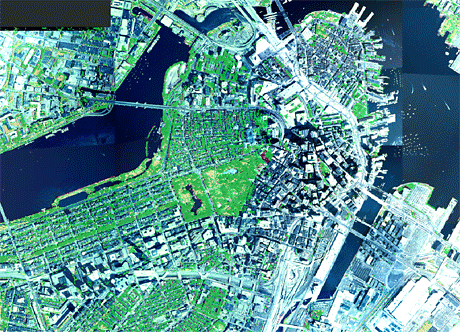
سنجش از دور امکان جمع‌آوری داده‌ها را با استفاده از ماهواره‌ها فراهم می‌کند. این نقشه، تاج پوشش درختان شهری در بوستون را نشان می‌دهد.